# Personality Crisis (canción de Sonic Youth)
«Personality Crisis» es un sencillo de la banda Sonic Youth, publicado en noviembre de 1990 por el sello DGC en formato de 7", en una tirada limitada de 2000 copias para los lectores de la revista Sassy.

## Lista de canciones
| Personality Crisis |                                                        |          |  |
| N.º                | Título                                                 | Duración |  |
| 1.                 | «Personality Crisis» (Lado A, cover de New York Dolls) | 3:46     |  |
| 2.                 | «Dirty Boots» (Lado B, "8-track demo short version")   | 2:50     |  |
| 6:36               |                                                        |          |  |